# Vestindisk Pakhus (København)
 For alternative betydninger, se Vestindisk Pakhus. (Se også artikler, som begynder med Vestindisk Pakhus)
Det Vestindiske Pakhus blev bygget i 1780-1781 på Toldbodgade 40 i det indre København.

## Arkitekt
Bygningen er tegnet af C.F. Harsdorff.

## Konstruktion
Vestindisk pakhus er et dobbeltpakhus af samme grundtype men kun godt halvt så langt som Harsdorffs første pakhus. Bygningen har bærende ydervægge af røde teglsten og en bærende, langsgående hovedskillevæg gennembrudt af arkader. Bygningen er på 5 etager plus mansardetage samt 2 loftsetager. Bygningen består af en modulfast indre konstruktion og er opført uden ydre brug af dekorativt formsprog. På øverste loftsetage i pakhusets nordgavl ligger et direktionslokale kaldet "kongeværelset". Pakhuset var forsynet med hejseværk. Pakhuset er symmetrisk i længderetningen med motivet 4-1-4, og grundhuset er symmetrisk i tværsnit.

## "Kongeværelset"
Under slaget på Reden fulgte Frederik VI 2. april 1801 efter sigende kampen fra et rum på 8. sal i pakhuset, men denne påstand har aldrig kunnet bekræftes. Historien er da også temmelig usandsynlig, eftersom det ville have været svært at se andet end røgen fra dette sted. På grund af denne myte er rummet imidlertid blevet kaldt Kongeværelset. Det var egentlig mødeværelse for direktionen i Vestindisk Kompagni, og det står der stadig helt som da bygningen blev opført, idet tapetet dog er blevet fornyet med en nøjagtig kopi af det oprindelige. Motivet er guavabær og guavablade. Thi man fik guavarom fra Vestindien. Af inventar er bevaret 12 prægtige medaljonstole, der i lighed med pakhuset skulle være tegnet af arkitekten Harsdorff. De er nænsomt restaureret, har fået nyt betræk og er fuldt brugbare. Et sæt på 12 stole fra denne tid er helt enestående. Over vinduet står der en opfordring til flid: "Intet godt uden møje". I de tre nederste etager findes Den Kongelige Afstøbningssamling, mens de næste rummer kostumer fra Det Kongelige Teaters opsætninger. 